# ウェンディ・ターンブル
ウェンディ・ターンブル（Wendy Turnbull, 1952年11月26日 - ）は、オーストラリア・ブリスベン出身の元女子プロテニス選手。
主に1970年代後半から1980年代に活躍した選手で、素速いフットワークから“Rabbit”（ラビット）というニックネームで呼ばれた。しかし4大大会の女子シングルスで3度の準優勝に終わり、1977年全米オープン、1979年全仏オープン、1980年全豪オープンの決勝戦で敗れた。WTAツアーでシングルス13勝、ダブルス55勝を挙げた。

## 選手経歴
ターンブルは15歳で学校をやめ、4年間の銀行勤務を経てテニス選手になった。1975年にプロ入り。1976年に日本の「ジャパン・オープン」で優勝している。最初のチャンスは1977年の全米オープンで訪れ、ターンブルは準々決勝で当年度のウィンブルドン優勝者バージニア・ウェード（第3シード、イギリス）、準決勝で第2シードのマルチナ・ナブラチロワを連破して初めての4大大会決勝に進んだが、第1シードのクリス・エバートに 6-7, 2-6 で敗れて準優勝になった。全米オープンでは、翌1978年も準決勝でエバートに敗れる。2度目のチャンスとなった1979年全仏オープンでも、決勝戦で同じエバートの壁にぶつかり、2-6, 0-6 の完敗で2度目の準優勝になっている。
1980年のシーズンは全体的に好調で、全仏オープンとウィンブルドンでともにベスト8進出を果たした後に、年末開催の全豪オープンで3度目の4大大会決勝進出を決めた。（注：当時は全豪オープンの開催時期が何度も変わり、1977年に1月開催・12月開催と2度行われたのちに、1978年-1985年までは12月の年末開催で行われていた。）ターンブルは準決勝で第1シードのマルチナ・ナブラチロワを破ったが、決勝で当時18歳の新鋭ハナ・マンドリコワに 0-6, 5-7 で敗れ、またしても優勝のチャンスを逃した。その後は全豪オープンで1981年と1984年、全米オープンで1984年に準決勝進出がある。シングルスでは1989年ウィンブルドンの2回戦敗退が最後の試合になった。
ウェンディ・ターンブルはダブルスの名手として、女子テニスツアーで通算55勝を記録した。4大大会でも女子ダブルスは4勝、混合ダブルスは5勝を挙げている。1978年のウィンブルドンで、ターンブルは同じオーストラリアのケリー・レイドとペアを組み、ミマ・ヤウソベッツ（ユーゴスラビア）＆バージニア・ルジッチ（ルーマニア）組を 4-6, 9-8, 6-3で破って初優勝を飾った。1979年はオランダのベティ・ストーブとペアを組み、全仏オープンと全米オープンで年間2冠を獲得する。1982年には全米オープンの女子ダブルスで、ベテランのロージー・カザルスと組んで3年ぶり2度目の優勝を果たした。1988年のソウル五輪では、オーストラリア代表選手として女子ダブルスに出場し、エリザベス・スマイリーと組んで銅メダルを獲得している。混合ダブルスでは、ターンブルはジョン・ロイド（クリス・エバートの元夫として有名な人）と相性が良く、1982年から1984年までウィンブルドンの混合ダブルス決勝に3年連続で進出した。ターンブルは1989年夏にシングルスから引退した後も、ダブルスでは1990年まで現役を続行した。
ターンブルは現役生活を通じて、クリス・エバートの厚い壁をどうしても破れなかった選手の1人である。2人の対戦成績はエバートの「21勝1敗」で終わった。マルチナ・ナブラチロワとは「5勝29敗」の対戦成績を残している。エバートとナブラチロワの2強豪と同年代に活動した女子プロテニス選手たちにとって、2人の壁を破ることがいかに至難であったか、ターンブルの3度の準優勝はその難しさを物語る1つの記録と言えるだろう。

## 4大大会ダブルス優勝
- 全仏オープン　女子ダブルス：1勝（1979年）／混合ダブルス：2勝（1979年・1982年）　［女子ダブルス準優勝1度：1982年］
- ウィンブルドン　女子ダブルス：1勝（1978年）／混合ダブルス：2勝（1983年＆1984年）　［女子ダブルス準優勝4度：1979年・1980年・1983年・1986年／混合ダブルス準優勝1度：1982年］
- 全米オープン　女子ダブルス：2勝（1979年・1982年）／混合ダブルス：1勝（1980年）　［女子ダブルス準優勝4度：1978年・1981年・1984年・1986年］